# Bring Back Love
Bring Back Love è il secondo singolo della cantante country statunitense Lisa Angelle, pubblicato solo come CD singolo.